# The Loudest Voice
The Loudest Voice (englisch für Die lauteste Stimme) ist eine US-amerikanische Miniserie aus dem Jahr 2019. Die Handlung beschreibt das Wirken von Roger Ailes während der Gründung und dem Aufstieg von Fox News. Die Serie basiert auf dem gleichnamigen Buch von Gabriel Sherman aus dem Jahr 2014.

## Handlung
Die Serie beginnt nach dem Ableben von Roger Ailes und beschreibt in Rückblenden, wie er im Auftrag von Rupert Murdoch Fox News konzipiert, es zu einem mächtigen konservativen Sender aufbaut und schließlich wegen einer Vielzahl von Missbrauchsvorwürfen verlassen muss.
Sie zeigt Ailes während der Terroranschläge am 11. September 2001, während der US-Präsidentschaftswahlen von 2008 und 2016 sowie in der Zeit der Vorwürfe wegen sexuellen Missbrauchs, die seine Karriere beendeten.

## Besetzung und Synchronisation
Die deutschsprachige Synchronisation entstand nach den Dialogbüchern von Stephan Hoffmann und unter der Dialogregie von Hoffmann durch die Synchronfirma Cinephon in Berlin.
| Rollenname        | Schauspieler     | Synchronsprecher       |
| ----------------- | ---------------- | ---------------------- |
| Roger Ailes       | Russell Crowe    | Martin Umbach          |
| Brian Lewis       | Seth MacFarlane  | Frank Röth             |
| Beth Tilson Ailes | Sienna Miller    | Ghadah Al-Akel         |
| Rupert Murdoch    | Simon McBurney   | Gerald Schaale         |
| Laurie Luhn       | Annabelle Wallis | Anja Mentzendorff      |
| Judy Laterza      | Aleksa Palladino | Jessica Walther-Gabory |
| Gretchen Carlson  | Naomi Watts      | Claudia Lössl          |

## Episodenliste
| Nr. | Deutscher Titel | Originaltitel | Erstausstrahlung USA | Deutschsprachige Erstausstrahlung (D) | Regie          | Drehbuch                         |
| --- | --------------- | ------------- | -------------------- | ------------------------------------- | -------------- | -------------------------------- |
| 1   | 1995            | 1995          | 30. Juni 2019        | 16. Sep. 2019                         | Kari Skogland  | Tom McCarthy & Gabriel Sherman   |
| 2   | 2001            | 2001          | 7. Juli 2019         | 23. Sep. 2019                         | Kari Skogland  | Alex Metcalf                     |
| 3   | 2008            | 2008          | 14. Juli 2019        | 30. Sep. 2019                         | Jeremy Podeswa | Gabriel Sherman & Jennifer Stahl |
| 4   | 2009            | 2009          | 21. Juli 2019        | 7. Okt. 2019                          | Jeremy Podeswa | John Harrington Bland            |
| 5   | 2012            | 2012          | 28. Juli 2019        | 14. Okt. 2019                         | Kari Skogland  | Laura Eason & Alex Metcalf       |
| 6   | 2015            | 2015          | 4. Aug. 2019         | 21. Okt. 2019                         | Stephen Frears | Laura Eason                      |
| 7   | 2016            | 2016          | 11. Aug. 2019        | 28. Okt. 2019                         | Scott Z. Burns | Gabriel Sherman & Jennifer Stahl |

## Kritik
Mit Bezug auf die Maske von Russell Crowe schrieb der Guardian, die ganze Serie fühle sich an wie ein schlechtes Toupet. Die Financial Times meint, mit Blick auf die Rolle von Fox News während der jüngsten politischen Ereignisse „rutscht einem das Herz in die Hose“.

## Auszeichnungen
Golden-Globe-Verleihung 2020:
- Bester Hauptdarsteller – Miniserie oder Fernsehfilm (Russell Crowe)